# 3384 Daliya
3384 Daliya је астероид главног астероидног појаса са средњом удаљеношћу од Сунца која износи 2,384 астрономских јединица (АЈ).
Апсолутна магнитуда астероида је 13,9.